# Papagájův Hlasatel Records
Papagájův Hlasatel Records (někdy též Papagájův Hlasatel nebo PHR Records) je české nezávislé hudební vydavatelství z Říčan u Brna zaměřené především na punk a hard core založené v roce 1995. K vydavatelství patří též fanzin Papagájův Hlasatel, který začal vycházet již v roce 1994.
Hlavní postavou za vydavatelstvím je Pavel 'Papagáj' Friml. Label vydává nejen české skupiny (například kapely Plexis, Houba, The Fialky nebo Zeměžluč), ale i vinylové desky zahraničních kapel. Vyšly například LP punkových legend The Vibrators, 999 nebo Vice Squad. PHR exportuje i do zahraničí, především do Německa, a celkově u něj vyšlo již přes 150 titulů.